# Mortierellomycetes
Mortierellomycetes Doweld – klasa grzybów należąca do typu Mucoromycota.

## Systematyka
Jest to takson monotypowy:
- podklasa: Incertae sedis
  - rząd Mortierellales Caval.-Sm. 1998
    - rodzina: Mortierellaceae Luerss. 1877